# البيان (جريدة مغربية)
البيان: (بالفرنسية Albayane)، هي جريدة مغربية، إخبارية عامة ناطقة بالفرنسية، تأسست سنة 1972 من طرف علي يعتة لتكون لسان حزب التقدم والاشتراكية. في تقرير آخر ورد أن تأسيس هذه الجريدة كان سنة 1971. يمكن اعتبار جريدة البيان بمثابة النظيرة العربية لجريدة بيان اليوم التابعة لنفس الحزب، والصادرتين معا عن شركة بيان المجهولة الاسم.